# 小行星8513
小行星8513（英語：8513）是一颗围绕太阳公转的小行星。1991年8月9日，亨利·E·霍爾特在帕洛马山发现了此天体。
这颗小行星的绝对星等为132.0859433704875等。